# 尚布·S·库马兰
尚布·S·库马兰（羅馬化：Śambhu S. Kumāran，1971年5月18日—），又译桑布·库马兰、庫瑪朗、沙姆布·桑塔·庫馬蘭，印度外交官，現任印度駐奧地利兼駐聖座和黑山大使、印度常駐維也納聯合國代表，曾任印度駐菲律賓兼駐帛琉和密克羅尼西亞聯邦大使、印度駐摩洛哥大使等職務。

## 經歷
尚布·S·库马兰生於1971年5月18日。父亲K·P·库马兰是一名电影导演。嬰兒時期的尚布曾出演父親參與製作的電影《Swayamvaram》。他擁有喀拉拉大學英语文學學士學位以及賈瓦哈拉爾·尼赫魯大學國際研究碩士學位及外交研究哲學碩士學位。
1995年加入印度外事服務部，選擇德語作爲必修外語。1997年至1999年，1999年至2002年，分別在法蘭克福和柏林任職。2002年至2004年，擔任印度外交部西歐司处长，負責處理與英國、德國、西班牙以及英聯邦的關係。2004年至2007年，在印度外交部对外宣传司擔任新聞關係特別官员。2007年至2009年，在加德滿都擔任政治參贊。2009年至2012年，擔任印度駐南非高級專員公署副高級專員。2012年到2016年，擔任東亞和中國司副司长、編制司（Establishment Division）聯秘及歐亞司聯秘。2016年1月至2019年5月，被外派到國防部擔任規劃與國際合作聯秘。
2019年3月26日，被任命爲下一任印度駐摩洛哥大使。2019年6月19日至2020年7月29日，任印度驻摩洛哥大使。2020年6月10日，被任命爲下一任印度駐菲律賓大使。兼駐帛琉和密克羅尼西亞聯邦。2020年7月至2024年3月，任印度駐菲律賓兼驻帛琉和密克羅尼西亞聯邦大使。2020年12月20日，向菲律賓總統罗德里戈·杜特尔特遞交國書。
2024年2月1日，被任命爲下一任印度駐奧地利大使。4月起，任印度驻奥地利大使及印度常驻联合国维也纳办事处代表，同时也是印度在国际原子能机构理事会的理事。6月26日，向奧地利總統亚历山大·范德贝伦遞交國書。6月27日，被任命兼駐黑山和聖座。

## 個人生活
库马兰會說英語、印地語、馬拉雅拉姆語和德語。

## 備註
1. ↑  全名